# Hapalogenyidae
Famille
Les Hapalogenyidae sont une famille de poissons de l'ordre des Perciformes.

## Systématique
Cette famille n'est pas reconnue par l'ITIS qui place le genre Hapalogenys dans la famille des Haemulidae.

## Liste des espèces
Selon FishBase :
- genre Hapalogenys
  - Hapalogenys analis Richardson, 1845
  - Hapalogenys kishinouyei Smith & Pope, 1906
  - Hapalogenys merguiensis Iwatsuki, Satapoomin & Amaoka, 2000
  - Hapalogenys mucronatus (Eydoux & Souleyet, 1850)
  - Hapalogenys nigripinnis (Temminck & Schlegel, 1843)
  - Hapalogenys nitens Richardson, 1844
  - Hapalogenys sennin Iwatsuki & Nakabo, 2005